# Sterowanie z uczeniem iteracyjnym
Sterowanie z uczeniem iteracyjnym (iterative learning control, ILC) – metoda sterowania układami, które pracują w trybie powtarzalnym (przykłady takich układów to: manipulator ramienia robota, wsadowe procesy chemiczne i instalacje do testów niezawodnościowych). W każdym takim zadaniu wymaga się, aby układ wykonywał to samo działanie wielokrotnie i z dużą precyzją. Działanie to wyraża się przez cel jakim jest dokładne podążanie, w skończonym czasie, za danym sygnałem odniesienia.
Powtarzanie to pozwala układowi na poprawę dokładności nadążnej z każdym powtórzeniem i w efekcie nauczenia się jaki sygnał ma być podawany na wejście układu tak, by układ podążał dokładnie za zmienną referencyjną. W procesie uczenia, do polepszenia sygnału sterującego, wykorzystywana jest informacja z poprzednich powtórzeń, a więc odpowiednie działanie sterujące znajdywane jest na drodze iteracyjnej. Zasada modelu wewnętrznego pozwala na określenie warunków, w jakich można uzyskać dokładne nadążanie, ale projekt samego algorytmu sterowania wymaga podjęcia odpowiednich decyzji, tak by dopasować go do danego zastosowania.
Typowa, prosta zasada sterowania może być określona wzorem:
{\displaystyle u_{p+1}=u_{p}+K*e_{p},}
gdzie {\displaystyle u_{p}} to sygnał na wejściu układu podczas p-tego powtórzenia, {\displaystyle e_{p}} to błąd nadążania podczas p-tego powtórzenia. Osiągnięcie dokładnego nadążania w kolejnych krokach iteracji wyrazić można matematycznie przez wymóg zbieżności sygnałów wejściowych wraz ze zwiększaniem się liczby {\displaystyle p.} Natomiast szybkość tej zbieżności wynika z praktycznej potrzeby by proces uczenia trwał jak najkrócej. Występuje też potrzeba zapewnienia dobrego działania algorytmu w warunkach niepewności co do szczegółów dynamiki procesu. Działanie reprezentowane przez {\displaystyle K} ma kluczowe znaczenie dla osiągnięcia celu projektowego i może polegać na prostym określaniu współczynnika wzmocnienia albo być dużo bardziej skomplikowane i wymagać na przykład złożonych obliczeń z zakresu metod optymalizacji.